# تا خانم چاق نخوانده کار تمام نیست
تا خانم چاق نخوانده کار تمام نیست (انگلیسی: It ain't over till the fat lady sings) مثل و حکایتی انگلیسی است. این ضرب‌المثل را هنگامی می‌زنند که هنوز کاری تمام و کمال به پایان نرسیده‌است ولی شخص یا عده‌ای شروع به قضاوت کرده‌اند. این مثل معنای ضرب‌المثل «جوجه‌هایت را نشمار مادامی که از تخم بیرون نیامده‌اند» (انگلیسی: Don't count your chickens before they hatch) یا ضرب‌المثل جوجه را آخر پاییز می‌شمارند را دارد. ضرب‌المثل «تا خانم چاق نخوانده کار تمام نیست» بیشتر در بازی‌های ورزشی کاربرد دارد.
در زبان فارسی برای این موقعیت مثل «جوجه را آخر پاییز می‌شمارند» یا «نشاشیدی شب درازه و قلندر بیدار» به کار برده می‌شود.